# المصرارة (القدس)

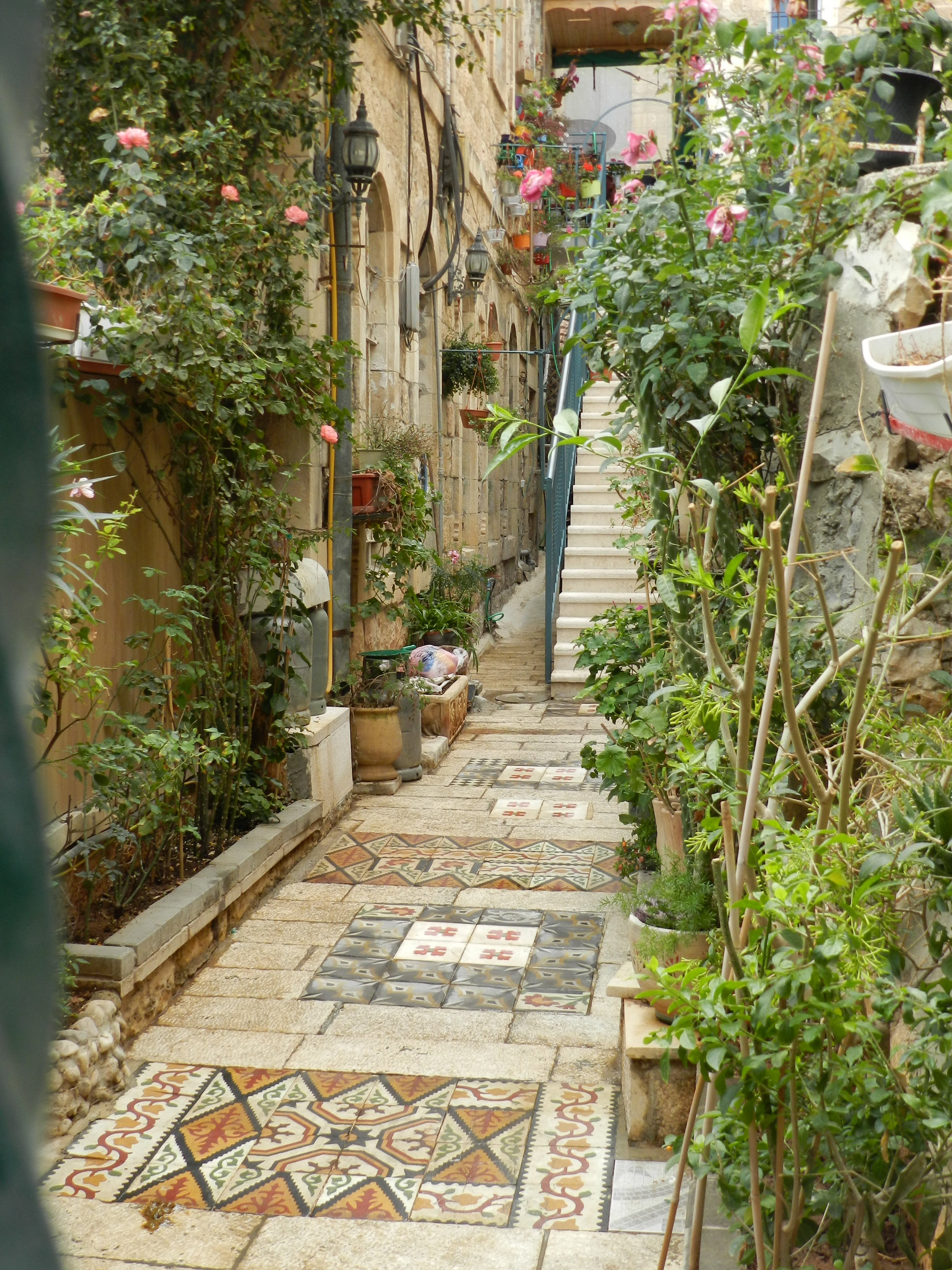
أحد بيوت في حي المصرارة

حي المصرارة ((بالإنجليزية: Musrara)‏، (بالعبرية: מוסררה)، المعروف أيضا موراشا (מורשה)) هو أحد أحياء القدس، يحده ميه شعاريم وبيت إسرائيل من الشمال، والبلدة القديمة من الجنوب والشرق، والمسكوبية وميدان صفرا من الغرب.

## التاريخ

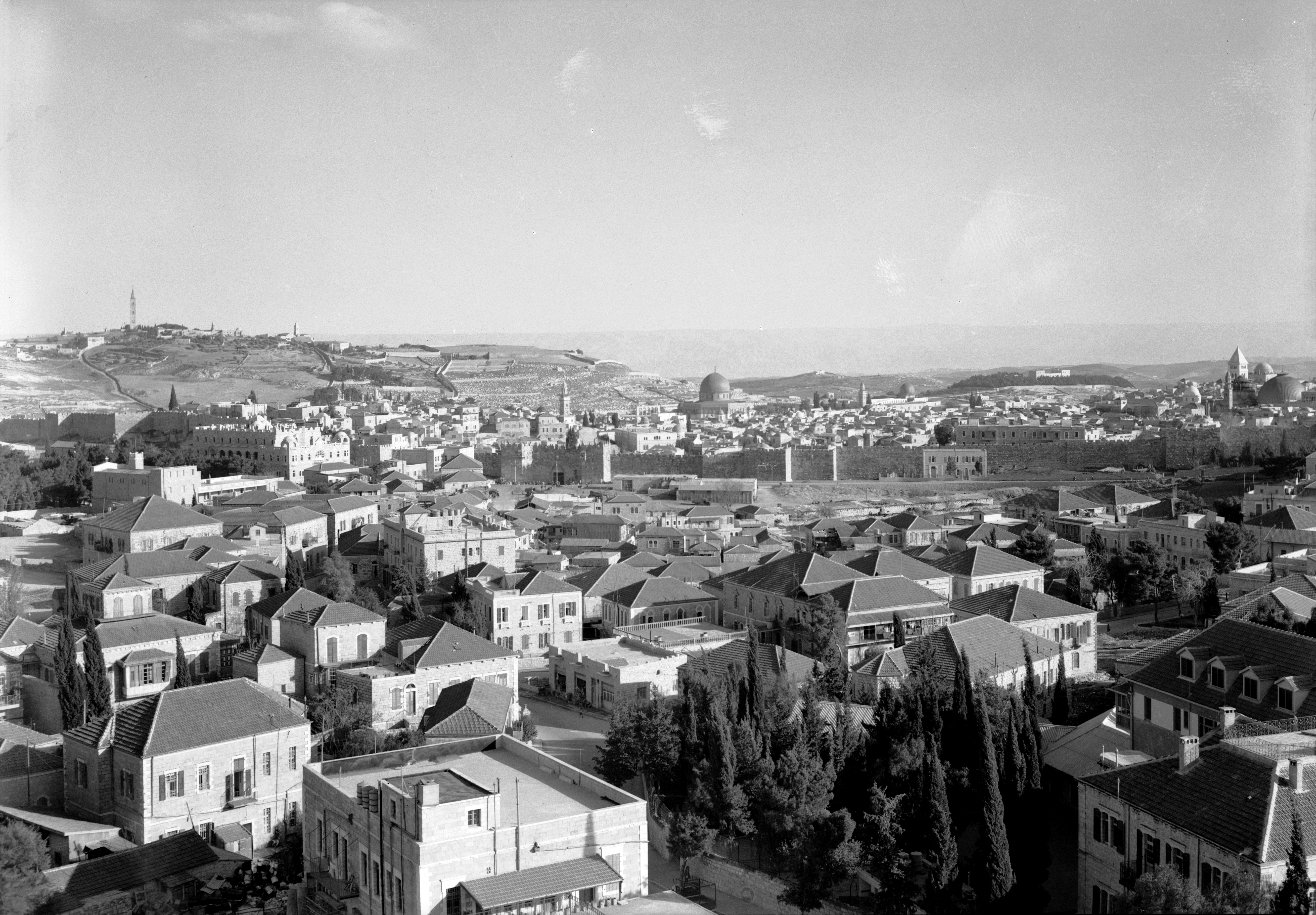
حي المصرارة، 1934-1939

تأسس حي المصرارة من قبل السكان الفلسطينيين المسيحيين من الطبقة العليا في أواخر القرن التاسع عشر، كجزء من «الخروج من الجدران»، حيث بدأ الناس يعيشون خارج مدينة القدس القديمة. خلال حرب فلسطين، فر السكان الفلسطينيون أثناء القتال أو طُردوا ولم يُسمح لهم بالعودة إلى منازلهم، وظل المصرارة على الجانب الإسرائيلي من الحدود بين إسرائيل والأردن.
خلال الأيام الأولى لإقامة الدولة الصهيونية، كان هناك نقص شديد في المساكن لآلاف العوليم (المهاجرين) الذين تدفقوا إلى القدس. نتيجة لذلك، قررت وزارة الإسكان ملء المنازل العربية السابقة بالمهاجرين القادمين من دول شمال إفريقيا، ونظرًا لقربه من الحدود الجديدة، تعرض سكان المصرارة للهجمات اليومية من القناصة الأردنيين المتمركزين على طول الحدود، والذين بذلوا قصارى جهدهم لتعطيل حياة السكان. أصبح هذا الواقع الجديد روتينيًا حتى إعادة توحيد القدس بعد حرب 1967. 
في عام 1971، أسس شباب من الجيل الثاني من اليهود المزراحيين حركة الفهود السود، وهي حركة احتجاج ضد الظلم والتمييز الحكومي ضدهم، وسرعان ما انتشر الغضب من المصرارة إلى جميع المناطق التي يسكنها اليهود المزراحيون الفقراء، وتطورت في النهاية إلى حركة سياسية. الموقع الاستراتيجي لحي المصرارة بين الأحياء الحريدية والدينية في الشمال والأحياء العلمانية في الغرب ساهم في تنوع سكانه، وعلى مدار العقد الماضي دعا البعض إلى منع الحي من أن يصبح حريديًا أكثر، وهي عملية تباطأت إلى حد كبير منذ ذلك الحين. اليوم يشكل المصرارة موطن لحوالي 4500 شخص.

## العمارة

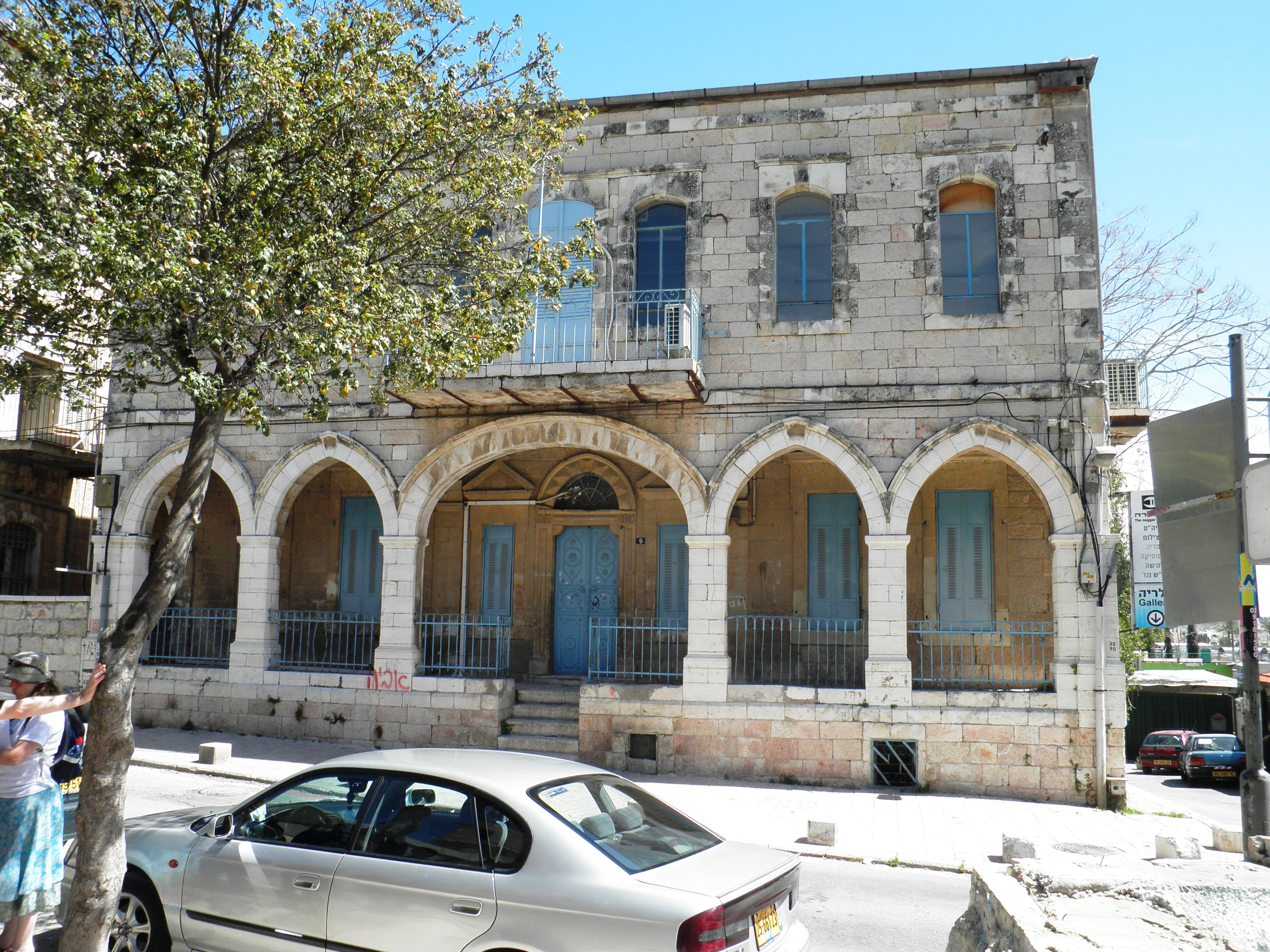
العمارة في حي المصرارة

البيئة العمرانية في حي المصرارة هي شهادة حية على تنوعها - وتنوع القدس بشكل عام - على مدار الـ 130 عامًا الماضية، حيث يمكن العثور على أمثلة على أنماط العمارة المختلفة الشائعة خلال هذه الفترة، التي يمكن تقسيمها إلى ثلاث فترات عامة: 
المرحلة الأولى هي المرحلة العربية، حيث تم بناء قصور كبيرة وفاخرة من قبل الأثرياء العرب الذين حاولوا الهرب من الاكتظاظ في البلدة القديمة خلال أواخر القرن التاسع عشر. تحتوي هذه المنازل على مداخل كبيرة وأعمال بناء جميلة وأسقف خشبية. 
بدأت المرحلة الثانية مع حرب 1948، حيث تم هجر المنازل مع معاناة السكان الجدد في ظل الاضطرابات التي أعقبت ذلك والظروف غير المستقرة التي نشأت على طول الحدود الجديدة غير السلمية مع الأردن، وشهد الحي صورًا من البطالة والفقر والإهمال. ساهمت الظروف في صعود حركة الفهود السود الإسرائيلي بين عوليم (مهاجرين يهود) شمال إفريقيا، واستمرت هذه المرحلة من خلال سبعينات القرن العشرين. 
شهدت الفترة الثالثة، التي بدأت في الثمانينات، نشاطًا متزايدًا نتيجة لبرنامج بلدية القدس لتحسين مظهر الحي، فتم اعتماد لوائح التطوير التي تهدف إلى استعادة مجد الحي السابق، وتم الانتهاء من التجديدات في وقت لاحق على غرار الهياكل العربية التاريخية. في العديد من المباني، يمكن رؤية خط واضح مصمم على الطراز العربي التاريخي بين الطوابق السفلية، والطوابق العليا المبنية على الطراز الوظيفي غير المزخرف للمباني الحديثة متعددة الطوابق. تعكس هذه الأسطر قرارات مطوري العقارات الذين، لم يرغبوا في الحفاظ على النمط الأكثر تكلفة للواجهات التقليدية في المستويات العليا، من أجل تحقيق توفير في التكاليف. 

## الفن والثقافة

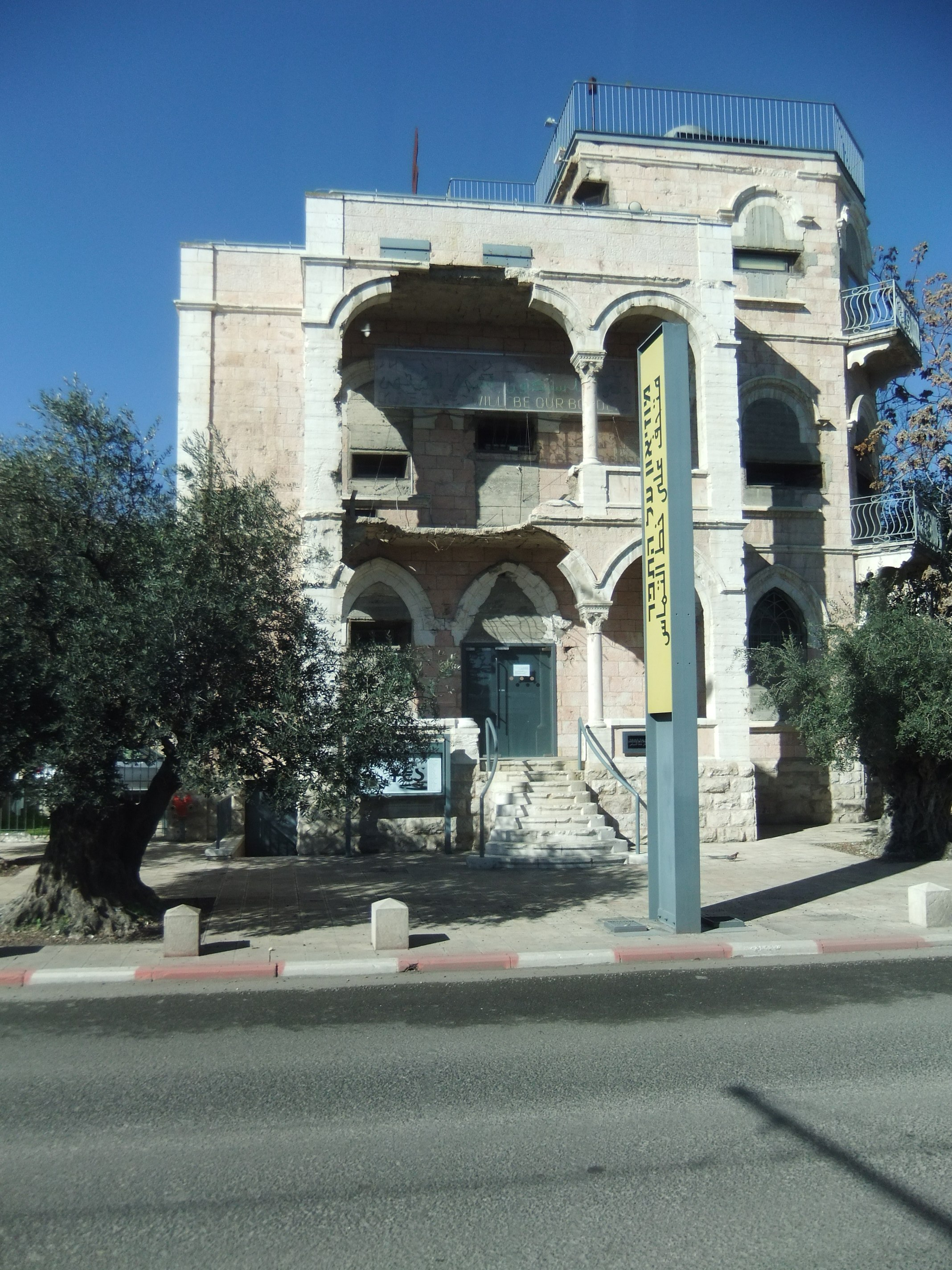
متحف على خط التماس، القدس

أصبح حي المصرارة حاليًا مركزًا للفنون، مقرًا لمدرسة النجار للتصوير، والمعروفة باسم «مدرسة مصرارة»، ومدرسة معاليه للأفلام، ومدرسة الموسيقى الشرقية، ومركز الفنون التابع لبلدية القدس، ومتحف على خط التماس، وبوليس - معهد القدس للغات والعلوم الإنسانية، ومتحف السجناء تحت الأرض، كما أنه من المقرر أن تنتقل أكاديمية بتسئيل للفنون والتصميم إلى مبنى جديد في المسكوبية القريبة. 
منذ عام 2009، تقوم مجموعة "مسلالة"، المؤلفة من فنانين ومبدعين من سكان الحي بتطوير طرق فنية: يتم دعوة فنان مختلف إلى إنشاء تدخلات خاصة في فضاء الحي العمومي، ويتم دعوة الجمهور للمتابعة في خطواتهم، باستخدام الخرائط التي يتم توزيعها مجانًا، منا بدأت المجموعة أيضًا في حديقة المصرارة التعاونية. 

## سكان بارزون
- سرحان سرحان [2]

## وصلات خارجية
- جولة في حي المصرارة على Ynet.com (باللغة العبرية)
- مشروع مسلالة (إنجليزي)
- مدرسة مصرارة للفنون
- مدرسة مصرارة للفنون - النسخة الإنجليزية
- بوليس، معهد القدس للغات والعلوم الإنسانية